# Donald J. Trump Foundation
La Fondation Donald J.Trump est une fondation privée, basée à New York, fondée et présidée par Donald Trump, qui a fonctionné de 1988 jusqu'à sa dissolution ordonnée par le tribunal en 2019. 
Cette fondation se caractérisait par le fait que ses fonds ne provenaient pas de la fortune personnelle de Donald Trump (tout du moins après 2008), mais était financée par des donations effectuées par des tiers.

## Historique
Donald Trump a créé la fondation pour reverser les bénéfices de son livre Trump par Trump  à des causes caritatives. Il a cessé de verser des fonds personnels à la fondation en 2008, tout en continuant à solliciter des dons de l'extérieur,,. Les photos du mariage de Donald Trump avec Marla Maples en décembre 1993 ont été vendues par la fondation Trump au bénéfice des œuvres caritatives que celle-ci soutenait. Une interview avec le magazine Playboy et publiée en 2004 estimait à 341 600 dollars la somme des donations effectuées par la fondation. En 2005, le journal The New York Observer estimait à 350 dollars le chiffre d'affaires net de la fondation Trump en 2002. Selon le magazine Forbes, la fondation a donné 5,5 millions de dollars à 298 causes caritatives entre 2009 et 2013.
En 2015, alors que Donald Trump a annoncé son intention de se présenter comme candidat à l'élection présidentielle de 2016, il déclare avoir donné près de 102 millions de dollars à des œuvres caritatives entre 2010 et 2015. Les déclarations de la fondation à l'IRS révèlent que la fondation n'a pas un seul employé, et que Donald Trump lui-même ne consacre pas une heure par semaine à la fondation. Sa dernière contribution personnelle à la fondation remonterait à 2008, lorsqu'il donna 30 000 dollars de son argent personnel. Sa biographie sur le site de la Trump Organization le décrivait comme un « philanthrope ardent », un élément de langage qui fut retiré du site après que la presse commença à s'intéresser aux activités réelles de la fondation.
David Fahrenthold du Washington Post a reçu le prix Pulitzer 2017 du reportage national pour son enquête sur la fondation Trump. Les enquêtes des forces de l'ordre ont par la suite découvert diverses violations éthiques et légales, notamment l'absence d'enregistrement à New York, des conflits d’intérêt et des contributions illégales à des campagnes électorales. Hillary Clinton fit de l'opacité de la fondation Trump un argument de campagne. En décembre 2016, Trump a tenté de dissoudre la fondation, mais le bureau du procureur général de l'État de New York, Eric Schneiderman, s'y est opposé dans l'attente de la fin de son enquête.
Le 14 juin 2018, la procureure générale de New York, Barbara Underwood, a intenté une action civile contre la fondation, Trump lui-même et les enfants adultes de Trump - Ivanka, Eric et Donald Jr. - alléguant « un schéma choquant d'illégalité » à l'égard de l'argent de la fondation,,. Le 18 décembre 2018, Underwood annonce que la fondation accepte sa fermeture, sous la surveillance du tribunal et la distribution de ses actifs restants à des organismes de bienfaisance approuvés par le tribunal, bien qu'elle n'ait pas mis fin aux enquêtes sur la fondation et ses administrateurs. En novembre 2019, Trump est condamné à payer une somme de 2 millions de dollars pour avoir utilisé les fonds de la fondation à des fins commerciales et politiques,.